# Kacurafa
A kacurafa, kislevelű kacurafa vagy piros kacurafa a kacurafafélék (Cercidiphyllaceae) családba tartozó lombhullató fa. DK-Ázsiában őshonos. A kacurafafélék családjának egyetlen, két fajú Cercidiphyllum nemzetségének egyike. A másik faj a Cercidiphyllum magnificum, mely Honsú szigetén endemikus.

## Megjelenése
Magassága termesztésben általában 10–15 m, de természetes élőhelyén a 30 m-t is elérheti; terebélyes kétlaki fa. Általában a talajhoz közel elágazódik. Kérge szürkésbarna, barázdált, pikkelyes. Levelei 5–6 cm-esek, kerekdedek, válluk szíves, szélük csipkés, a tavaszi kihajtáskor bíborszínűek; a hosszú hajtásokon átellenesen, a rövid hajtásokon egyesével állnak. Ősszel sárgára, pirosra színeződnek, lombhullás előtt égetett cukor illatot árasztanak. Virágai aprók, csupaszok, levélhónalji csomókban nyílnak. Kora tavasszal, lombfakadás előtt virágzik. Termése tüsző, rengeteg szárnyas maggal.

## Felhasználása
Dísznövényként ültetve napos-félárnyékos, szélvédett helyet, jó vízelvezetésű talajt igényel. Fiatalon igényli az öntözést. Tűző napon a levelei megperzselődhetnek. Kártevőkre és kórokozókra nem érzékeny.	
Nagy kertekbe vagy parkba való. 
Szaporítása magról vagy félfás dugvánnyal lehetséges.

## Fajtái
- C. japonicum 'Herenswood Globe'[3] vagy 'Heronswood Globe'[4] - törpe növésű, kis kertbe ültethető, gömb alakú
- C. japonicum 'Pendulum'[3] vagy 'Pendula'[4] - lehajló ágrendszerű
- C. japonicum 'Tidal Wave' - lehajló ágrendszerű[4]
- C. japonicum 'Amazing Grace' - lehajló ágrendszerű[4]
- C. japonicum 'Ruby' - törpe növésű, kékes-lilás árnyalatú levelekkel[4]
- C. japonicum 'Aureum'[4] - sárga levelű

## Képek

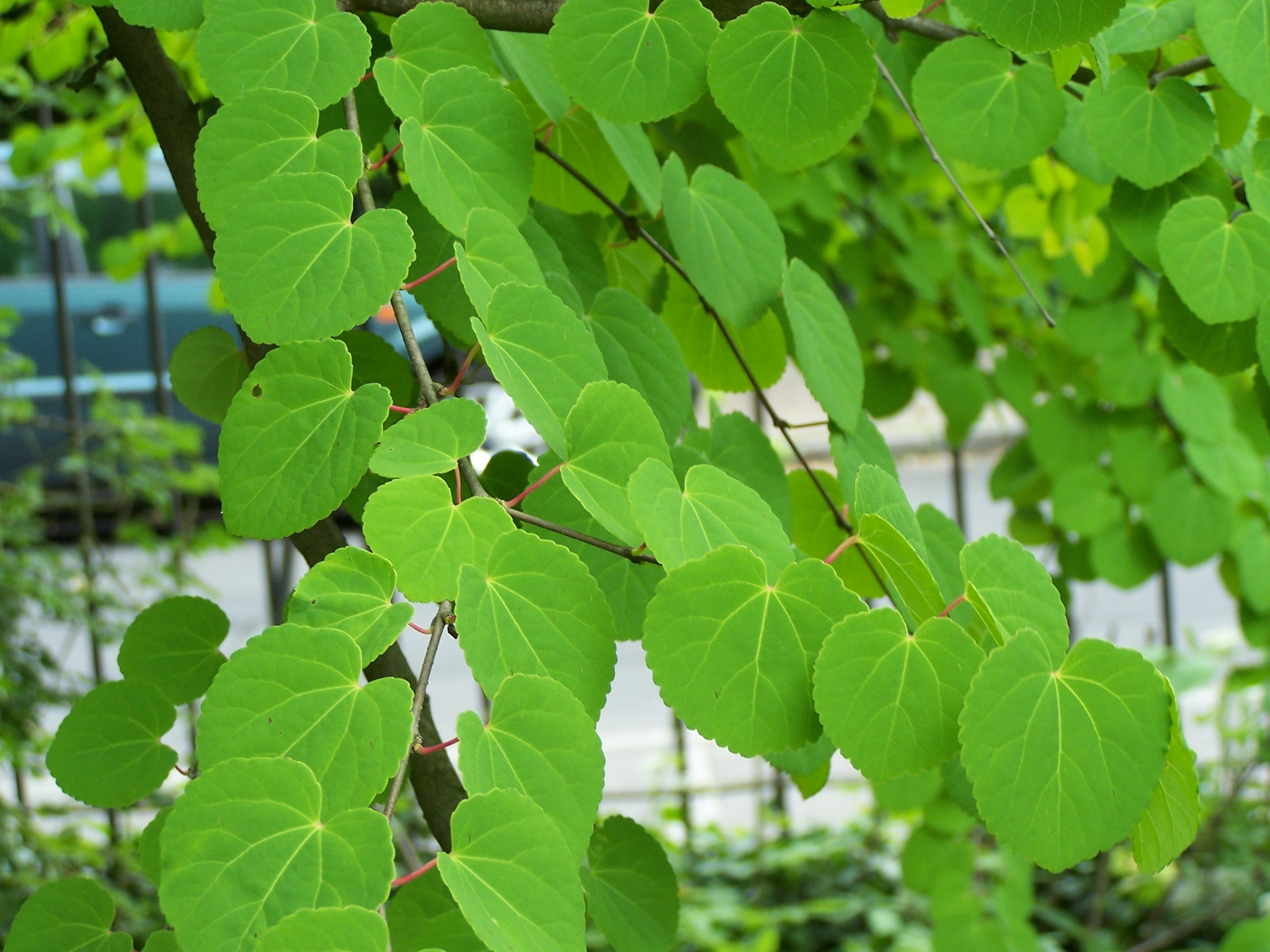
Kacurafa levelei
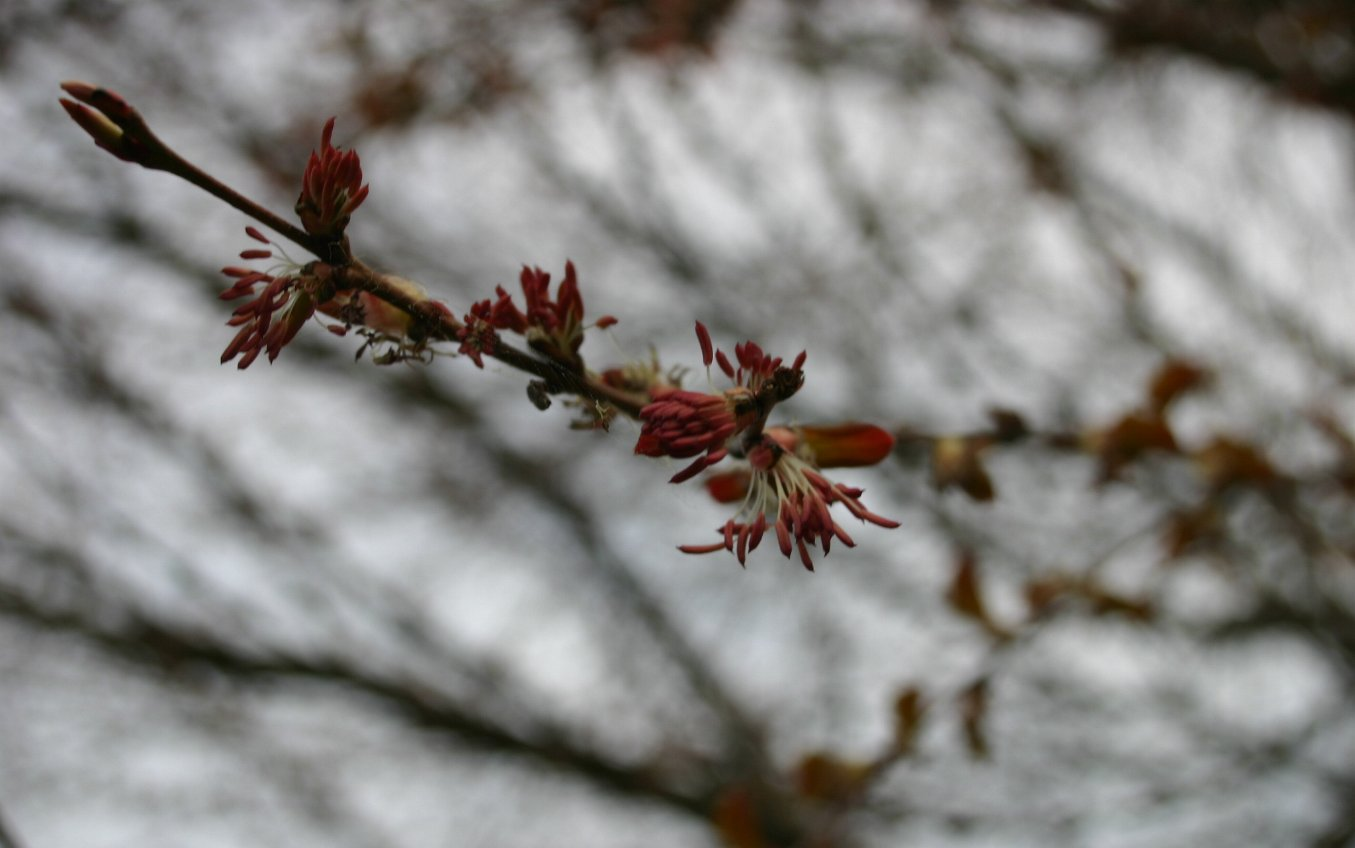
Porzós virágok
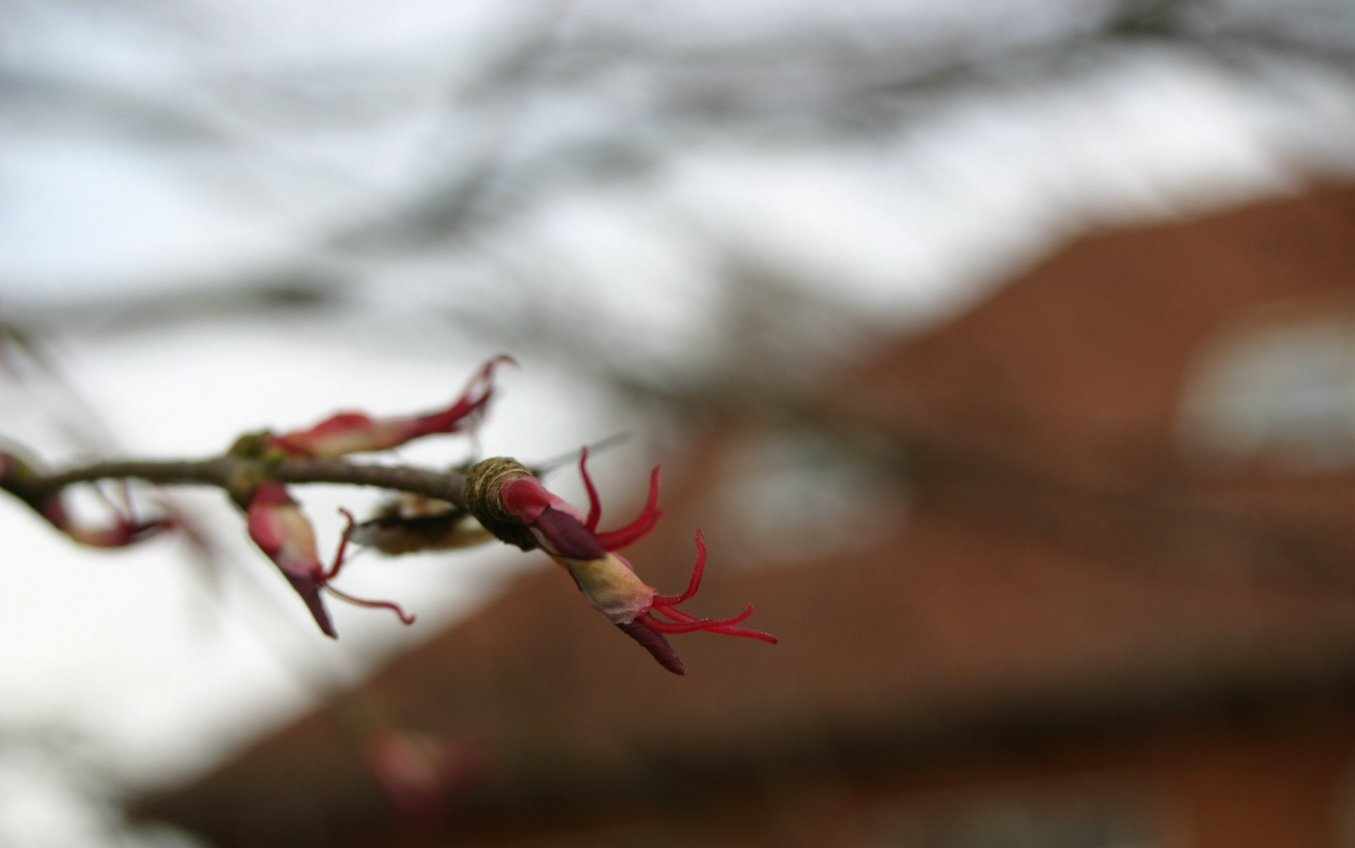
Termős virágok
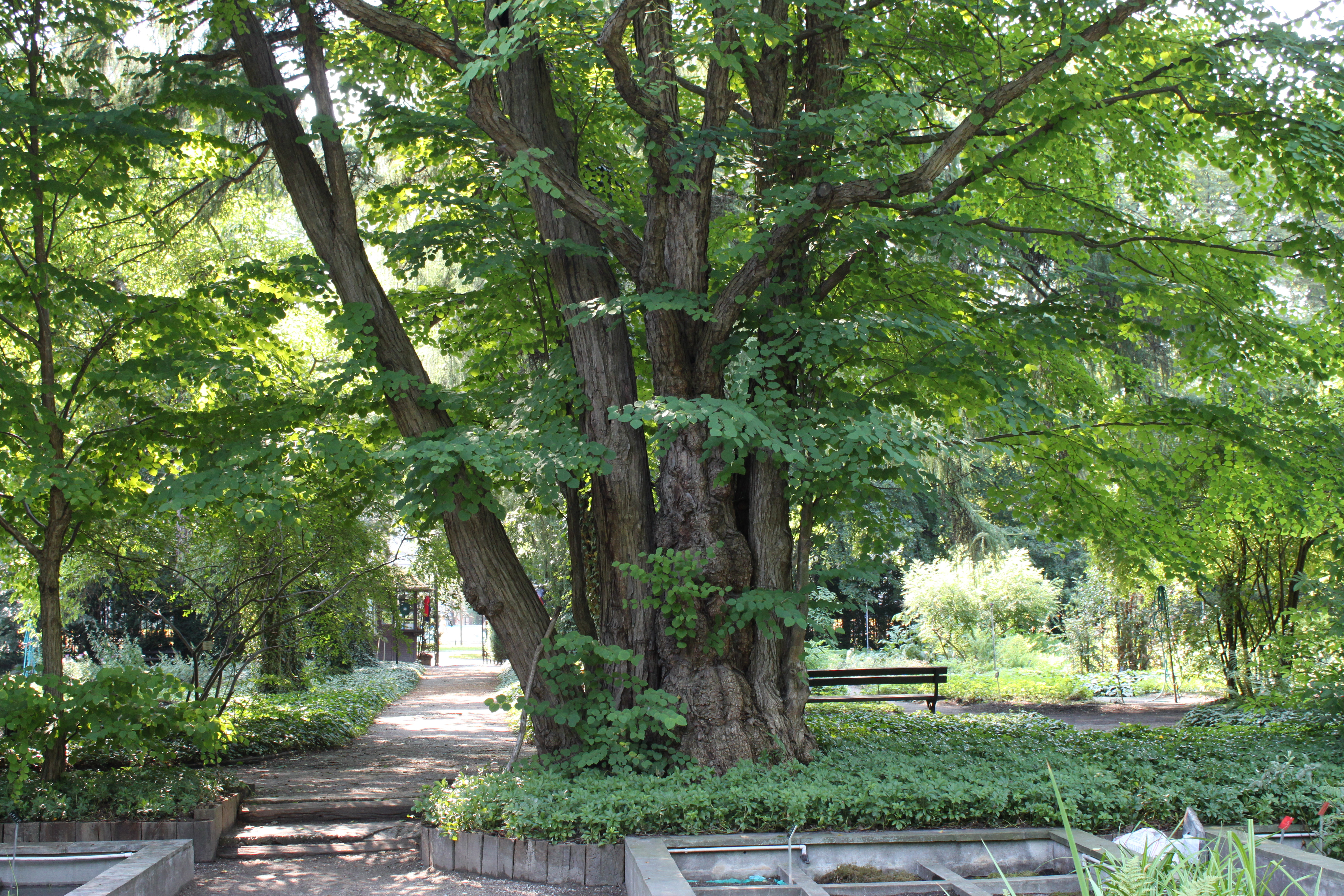
Idősebb példány

## Fordítás
- Ez a szócikk részben vagy egészben  a   Cercidiphyllum című angol Wikipédia-szócikk Species című fejezete ezen változatának fordításán alapul.  Az eredeti cikk szerkesztőit annak laptörténete sorolja fel. Ez a jelzés csupán a megfogalmazás eredetét és a szerzői jogokat jelzi, nem szolgál a cikkben szereplő információk forrásmegjelöléseként.